# داليا كونتريرز
داليا كونتريرز (بالإسبانية: Dalia Contreras) هي لاعبة تايكوندو فنزويلية، ولدت في 20 سبتمبر 1983 في كابوداري في فنزويلا.

## وصلات خارجية
- داليا كونتريرز على موقع TaekwondoData.com (الإنجليزية)
- داليا كونتريرز على موقع أوليمبيديا (الإنجليزية)